# Giovanni Antonio Rizzi Zannoni
Giovanni Antonio Bartolomeo Rizzi Zannoni (Padova, 2 settembre 1736 – Napoli, 20 maggio 1814) è stato un cartografo e geografo italiano.

## Biografia

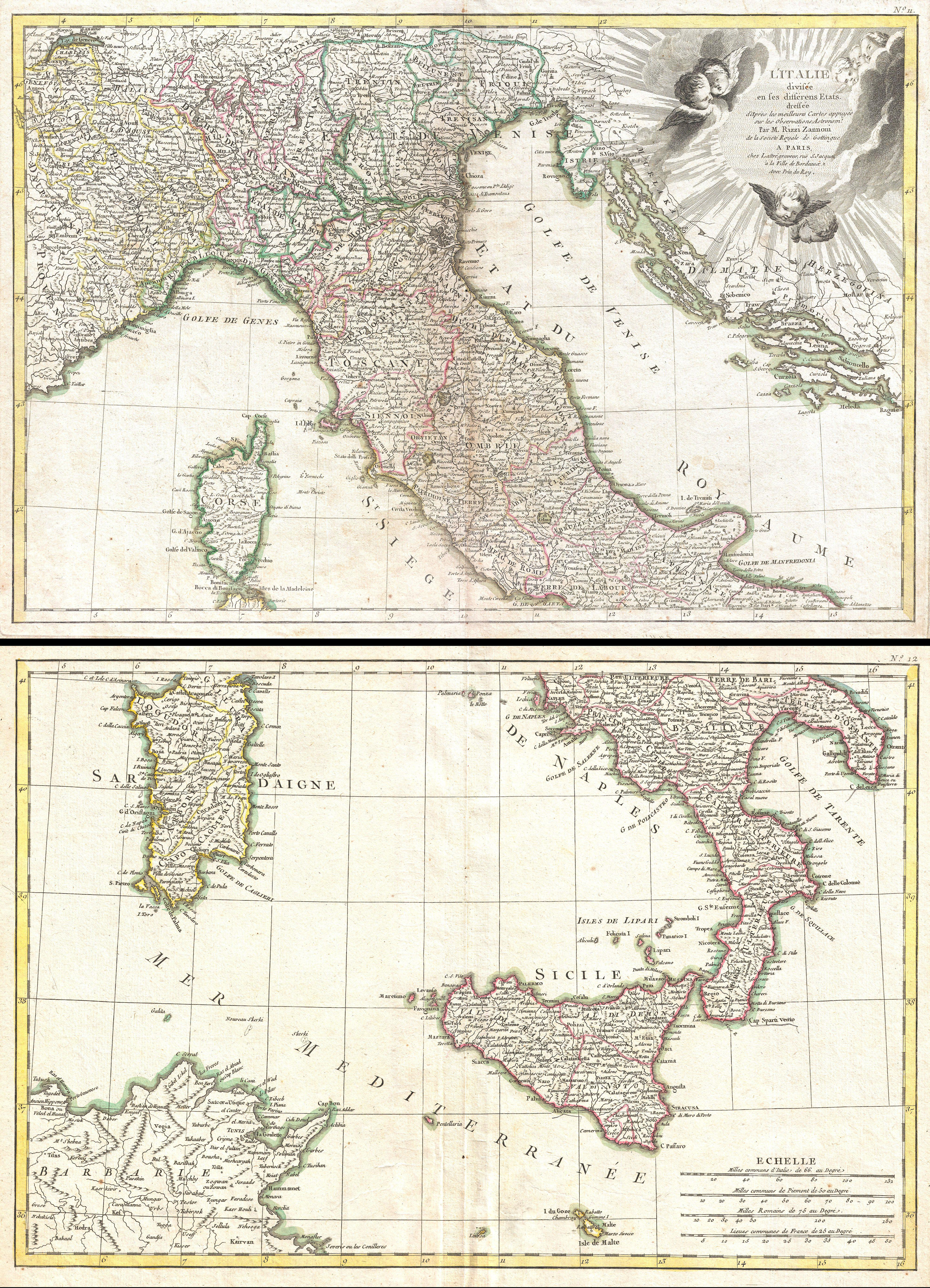
LItalie, mappa del 1770

È noto l'atto di battesimo di Giovanni Antonio Bartolomeo, nato da Girolamo Rizzi Zannoni ed Elena Marchiori e battezzato il giorno 9 settembre 1736 a Padova nella parrocchia di San Martino. Fra il 1749 e il 1751 fu allievo di Giovanni Poleni, professore di Astronomia all'Università di Padova.
Dopo aver viaggiato in Italia e all'estero (visitò fra l'altro la Turchia e la Russia) cominciò la sua carriera di cartografo nel 1753 in Polonia, dove era stato chiamato dal re Augusto III: preparò in quell'occasione una carta dell'intera Polonia considerata di gran lunga migliore delle precedenti. Nel 1756 si trasferì in Svezia e in Danimarca dove, nello stesso anno, ricevette l'incarico di misurare geodeticamente i possedimenti danesi della contea di Oldenburg e di Delmenhorst (attualmente in Germania).
Nel 1757 andò in Germania, al servizio della Prussia coinvolta allora nella Guerra dei sette anni. Nel corso della battaglia di Roßbach (5 dicembre 1757), nella quale i Prussiani, guidati da Federico il Grande prevalsero sui Francesi, venne preso prigioniero da questi ultimi e inviato a Parigi.
A Parigi, dove rimarrà più di venti anni, Rizzi Zannoni conobbe Ferdinando Galiani, segretario dell'ambasciata napoletana. Questi lo indusse a elaborare, sulle migliori fonti esistenti, una carta del reame di Napoli. Cresciuto in autorità, tenne dal 1772 al 1774 l'ufficio di ingegnere idrografo a Parigi.
Tornato a Padova nel 1776, concepì il grandioso disegno di eseguire una carta generale d'Italia su basi astronomico-geodetiche in 15 fogli; non poté essere ultimata che la eccellente "Carta del Padovano co ' suoi fondamenti" (1780), perché nel frattempo Rizzi Zannoni fu chiamato a Napoli per rivedere la carta del 1769. A Napoli, dove giunse nel 1781, Rizzi Zannoni convinse il Ministro degli Affari Esteri e di Casa Reale Marchese Beccadelli della Sambuca, e il Segretario di Guerra, Commercio e Marina, l'ammiraglio John Acton, sulla necessità di metter mano a una carta del tutto nuova, anziché aggiornare la vecchia carta parigina; saranno i due ministri ad assicuragli i finanziamenti iniziali. Fin dall'inizio si ritenne opportuno progettare due distinte opere, una marittima (l'"Atlante marittimo delle Due Sicilie") e l'altra terrestre. Il grandioso lavoro durò un trentennio: ne uscì il famoso "Atlante Geografico del Regno di Napoli" in 32 grandi fogli che fu completato nel 1812, due anni prima della morte di Rizzi Zannoni.